# Guanqian, Changting
Guanqian är en köping i sydöstra Kina. Den ligger i Changting härad i staden Longyan i provinsen Fujian, omkring 280 kilometer väster om provinshuvudstaden Fuzhou. Antalet invånare är 10 405. Befolkningen består av 5 131 kvinnor och 5 274 män. Barn under 15 år utgör 18,0 %, vuxna 15-64 år 69 %, och äldre över 65 år 12,0 %.